# Rami Ollaik
Œuvres principales
The Bees Road
Rami Ollaik est un universitaire, avocat, activiste politique et romancier libanais, né le 2 novembre 1972 à Khiam (Liban). Il est notamment le fondateur du mouvement politique Ahead Liban et il est également l'auteur du roman autobiographique La Route Des Abeilles (The Bees Road) .

## Biographie
Rami Ollaik est issu d'une famille d'apiculteurs du sud-Liban. Jeune chiite de 13 ans, il rejoint les rangs du Hezbollah.
Étudiant en droit puis en économie agricole à l’Université américaine de Beyrouth, il devient un leader étudiant de ce mouvement. Ouvrant les yeux sur la corruption régnant au sein du Hezbollah, il la dénonce publiquement en 1996 puis quitte ce mouvement.
Traître aux yeux de ses anciens frères d’armes et menacé de mort, il va entamer un parcours qui le conduira du Liban ravagé par la guerre jusqu’aux États-Unis, où il suivra un doctorat en économie de l'alimentation et des ressources à l'Université de Floride. Il sera, à cause de son passé, soupçonné de terrorisme et expulsé après le 11 septembre 2001. Revenu au Liban, il devient avocat et professeur d'économie agricole à l’Université américaine de Beyrouth.

## Documentaire
En 2013, Sofia Amara réalise, avec Bruno Joucla, le film-documentaire The renegade,,, consacré au parcours de Rami Ollaik.

## Œuvre traduite en français
- La route des abeilles (The Bees Road)[7], Éditions Anne Carrière (2012).